# 42 (číslo)
Čtyřicet dva je přirozené číslo. Následuje po číslu čtyřicet jedna a předchází číslu čtyřicet tři. Řadová číslovka je čtyřicátý druhý nebo dvaačtyřicátý. Římskými číslicemi se zapisuje XLII.

## Matematika
- 42 je abundantní číslo
- maximální možný počet získaných bodů na mezinárodní matematické olympiádě je 42
- 42 je jedno z Catalanových čísel

### Rekreační matematika
- osm číslic čísla pí začínajících na 242422. místě po desetinné čárce je 42424242

## Chemie
- 42 je atomové číslo molybdenu

## Kultura
- 42 je Odpověď na otázku života, vesmíru a vůbec podle sci-fi románu Stopařův průvodce po Galaxii
- Level 42 je britská hudební skupina
- Skupina 42 byla česká umělecká skupina
- 42 je název písně v albu Viva La Vida Or Death And All His Friends britské hudební skupiny Coldplay
- 42 je název amerického filmu o Jackie Robinsonovi, prvním černochovi v americké baseballové MLB

## Ostatní
- úhel ve stupních, při kterém je vidět duha
- mrakodrap Tower 42
- +42 byla telefonní předvolba Československa
- 42 minut by trvala cesta odkudkoliv kamkoliv rovným zemním vrtem působením gravitace (Gravitační expres).[1]
- Potkan laboratorní má 42 chromozomů.
- Počet všech písmen české abecedy včetně variant s diakritikou a spřežky ch je 42.
- Šestinedělí trvá přibližně šest týdnů,[2] tedy 42 dnů.
- Dvaačtyřicet vteřin je doba letu Jana Tleskače dle Jarky Metelky.[3]
- ve starověkém Egyptě
  - země byla rozdělena na 42 správních celků (nomů)
  - při vážení duší bylo přítomno 42 bohů (viz Egyptské náboženství)

## Roky
- 42
- 42 př. n. l.
- 1942